# Jörg Bode
Jörg Bode, né le 12 novembre 1979 à Celle (Allemagne), est un homme politique allemand membre du Parti libéral-démocrate (FDP).

## Biographie
Il obtient son Abitur en 1990 à Celle, puis effectue pendant un an son service militaire dans la Bundeswehr. En 1991, il entreprend une formation bancaire au sein de la Commerzbank, qui s'achève deux ans plus tard.
Il travaille ensuite comme responsable des relations avec la clientèle à la Commerzbank, puis à la Bank für Gemeinwesen à partir de 1998, et enfin à la Deutsche Bank de Hanovre de 2000 à 2003.
Il est marié à Kay Bode et père d'un enfant.

## Vie politique
Jörg Bode adhère au Parti libéral-démocrate (FDP) en 1989.
Élu à l'assemblée de l'arrondissement de Celle entre 1991 et 2006, il y préside la commission des Finances à partir de 2001. Le 2 février 2003, il fait son entrée au Landtag de Basse-Saxe. Il devient alors le porte-parole du groupe FDP pour l'Intérieur.
Il est désigné coordinateur parlementaire du groupe en août 2005. En février 2009, il en prend la présidence en remplacement de Philipp Rösler.
Le 28 octobre 2009, Jörg Bode succède à Rösler comme Vice-Ministre-président et ministre de l'Économie, du Travail et des Transports de la Basse-Saxe. Il quitte ses fonctions le 19 février 2013, à la suite de la formation d'une coalition rouge-verte.